# ابچور
ابچور، روستایی از توابع بخش مرکزی شهرستان بجنورد در استان خراسان شمالی ایران است.

## جمعیت
این روستا در دهستان آلاداغ قرار دارد و براساس سرشماری مرکز آمار ایران در سال ۱۳۸۵، جمعیت آن ۴۳۷ نفر (۱۰۶خانوار) بوده است.

## زبان
مردم این روستا کرد هستند و به زبان کردی حرف می زنند